# معاهده راسکیله

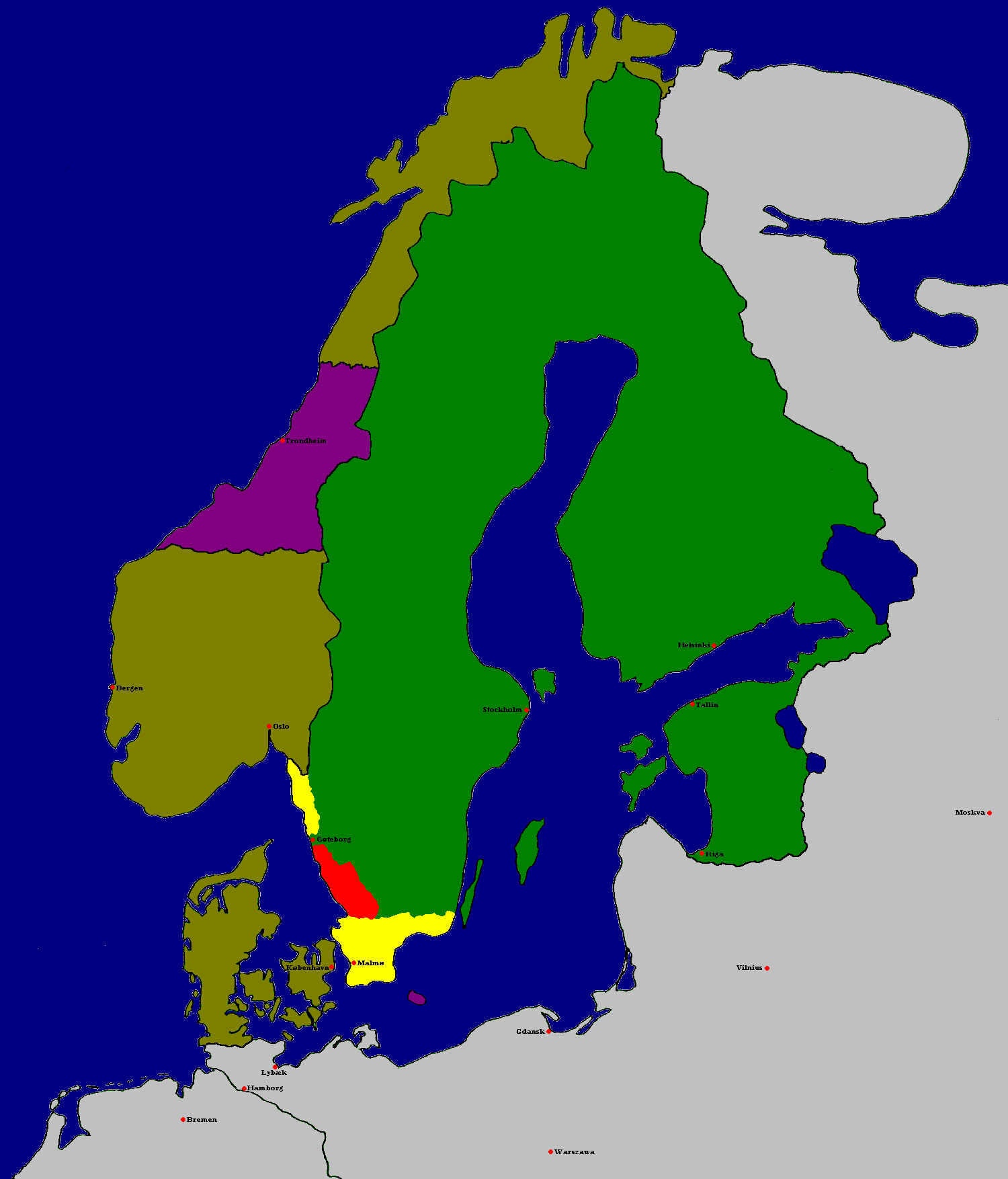
سوئد
دانمارک-نروژ
هاللاند
اسکونه
تروندلاگ و برنهلم

معاهده راسکیله (انگلیسی: Treaty of Roskilde) معاهده‌ایست که در جریان دومین جنگ شمالی و در تاریخ ۸ مارس ۱۶۵۸ میلادی میان فردریک سوم دانمارک پادشاه دانمارک-نروژ و کارل دهم گوستاو سوئد در شهر راسکیله دانمارک به امضا رسید. در پی این معاهده، دانمارک-نروژ مجبور شد که یک سوم قلمرو خود را به طرف مقابل واگذار کند.

## شروط معاهده
شروطی که در معاهده راسکیله ذکر شده بود از این قرار است:
- واگذاری فوری استان اسکونه به امپراتوری سوئد
- واگذاری فوری استان بلکینگه به امپراتوری سوئد
- واگذاری فوری استان هاللاند به امپراتوری سوئد (همان‌طور که در صلح برومسبرو در سال ۱۶۴۵ مقرر شده بود)
- واگذاری فوری استان برنهلم به امپراتوری سوئد
- واگذاری فوری استان بوهوسلن به امپراتوری سوئد (این از آن جهت اهمیت داشت که دسترسی سوئد را به تجارت با غرب می‌گشود)
- واگذاری فوری استان تروندلاگ به امپراتوری سوئد
- کنار کشیدن دانمارک از هر اتحاد بر ضد سوئد
- خودداری دانمارک از هر گونه عمل خصومت‌آمیز دریایی در تنگه آب‌های دریای بالتیک
- پرداخت هزینه نیروهای سوئدی از سوی دانمارک

## پس از معاهده
پس از امضای معاهده، نبرد سوئدی‌ها در مناطق باقی‌مانده ادامه پیدا کرد. گرچه در نتیجه اتحاد دانمارک-نروژ با هلندی‌ها، مجبور به عقب‌نشینی از جزایر دانمارک و تروندلاگ شدند. معاهده کپنهاگ در سال ۱۶۶۰ برنهلم را به دانمارک و تروندلاگ را به نروژ بازگرداند. اما باقی مناطق واگذار شده به سوئد، در دست آن‌ها باقی ماند.